# 大阪キリスト教短期大学
大阪キリスト教短期大学（おおさかきりすときょうたんきだいがく、英語: Osaka Christian College）は、大阪府大阪市阿倍野区丸山通1-3-61に本部を置く日本の私立大学。1905年創立、1952年大学設置。大学の略称はキリ短・または、きりたん。

## 概観

### 大学全体
- 学校法人OCCの運営により大阪府大阪市阿倍野区内に設置されている日本の私立短期大学。 1952年に設置された。キャンパスは大阪市立丸山小学校の隣にある。現在は幼児教育学科のみの単科の短期大学。かつては国際教養学科・神学科があり、日本フリーメソジスト教団と東京フリー・メソジスト教会の神学校だった。男女共学。

### 教育および研究
- 大阪キリスト教短期大学には幼児教育学科があり、短大附属幼稚園および学外幼稚園、諸施設での教育実習も執り行われている。「ヨーロッパ幼児教育研修ツアー」が実施されている。
- 「聖書と現代人」と称した、宗教系科目がある。

### 学風および特色
- 大阪キリスト教短期大学は名称通り、キリスト教精神に基づいた教育が行われている。
- クリスマス礼拝や「チャペルアワー」など宗教的行事が行われている。
- 過去にあった児童教育学科第二部は、男女共学となっていた。2008年度より神学科が国際教養学科として統合されたので、国際教養学科の一部のみが共学となっていた。2024年より全学男女共学となった。

## 沿革
- 1905年 河辺貞吉師により大阪伝道学館が創設される。
- 1922年 自由メソジスト神学校となる。
- 1942年 日本聖化神学校に併合。
- 1943年 丸山学園女学校を開設。
- 1945年 空襲による焼失により、丸山学園女学校が閉鎖される。
- 1948年 大阪日本橋キリスト教会を仮校舎として神学校が再開される。
- 1952年 大阪基督教短期大学開学。神学科第二部を置く。
- 1953年 神学科に第一部が設置される。保育科第一部・第二部が増設される。
- 1954年 学生数[注 1]
  - 神学科
    - 第一部：男15、女10[1][2]
    - 第二部：男24、女6[1][2]

  - 保育科
    - 第一部：男0、女93[1][2]
    - 第二部：男5、女114[1][2]
- 1955年 専攻科神学専攻を設置。
- 1974年 神学専攻の修業年限2年制に変更。
- 1956年 保育科が初等教育科に改組される。
- 1972年 初等教育科が児童教育学科（第一部学生数[1][注 1][3]：女785、第二部学生数[1][注 1][3]：男3 女265）に改組される。
  - 初等教育学専攻
    - 第一部
    - 第二部

  - 幼児教育学専攻
    - 第一部
    - 第二部
- 1987年 3月31日をもって、児童教育学科第二部が正式に廃止される[4][5]。
- 1988年 大阪キリスト教短期大学に改称される。
- 1992年 国際教養学科が新設される（学生数：女130[注 1][1][6]）。
- 1994年 児童教育学科初等教育専攻第一部、正式に廃止される[4][5]。
- 1999年 12月22日をもって神学科第二部が正式に廃止される[4][4][5]。
- 2004年 専攻科に幼児教育専攻が設けられる。
- 2009年 専攻科・幼児教育専攻を募集停止とする。
- 2009年 国際教養学科に神学基礎コースおよびキリスト教文化コースを開設し、神学科の募集を停止。
- 2010年 3月31日をもって専攻科幼児教育専攻が正式に廃止される[4]/[7]。
- 2011年 3月31日をもって神学科第一部が正式に廃止される[4][5]。
- 2014年 国際教養学科神学基礎コース・キリスト教文化コース、専攻科神学専攻の募集停止。
- 2016年 大阪キリスト教学院大学の設置申請が諸般の事情で認可見送り。
- 2017年 国際教養学科が募集停止される。
- 2023年 幼児教育学科にこども学コースと教育テックコースを創設[8]。日本語別科を設置。
- 2024年 学校法人大阪キリスト教学院を学校法人OCCに名称変更。男女共学化。幼児教育学科教育テックコースにDXグローバルクラスを設置。介護福祉別科を設置。

## 基礎データ

### 所在地
- 大阪市阿倍野区丸山通1-3-61

### 交通アクセス
- 阪堺電車 上町線 松虫停留場で下車するのが最も便利である。下車後、徒歩で3分程度となっている。
- Osaka Metroを利用する場合は、谷町線 阿倍野駅で下車するのが便利である。徒歩約7分
- JR 天王寺駅からも徒歩利用できるが、15分程度はかかる。
- 南海電気鉄道 天下茶屋駅からも徒歩で15分程度の距離となっている。

### 象徴
- 大阪キリスト教短期大学のカレッジマークはキリストの十字架をモチーフに、上部に「大」・下部に「学」と記した簡素なものとなっている。

## 教育および研究

### 組織

#### 学科
- 幼児教育学科
  - こども学コース
  - 教育テックコース
    - DXグローバルクラス

##### 学科の変遷
- 神学科
  - 第一部[注 2]
  - 第二部
- 児童教育学科
  - 第一部：現在の幼児教育学科にあたる。
    - 初等教育専攻
    - 幼児教育専攻→幼児教育学科

  - 第二部
    - 初等教育専攻
    - 幼児教育専攻
- 国際教養学科

#### 専攻科
- 神学専攻：大学評価・学位授与機構に認定され、申請により「学士（神学）」が取得できた。
- 幼児教育専攻[注 3]

#### 別科
- 日本語別科
- 介護福祉別科

##### 取得資格について
資格
- 保育士：幼児教育学科にて取得でき、大半が取得している。

教職課程
- 幼稚園教諭二種免許状を取得できる。
  - 幼児教育学科：なお、専攻科では一種免許状を取得することができた（2009年度より募集停止）。
  - 国際教養学科：2000年度より国際教育コースにおいても幼稚園教諭二種免許状を取得できた。（2012年度入学生まで）
  - ほか、過去にあった児童教育学科I部・II部両専攻でも取得できるようになっていた。
- 児童教育学科初等教育専攻では幼稚園教諭のほか小学校教諭二種免許状が取得できるようになっていた。
- かつては、神学科に中学校教諭二級免許状（宗教）が設けられていた（1954年設置）。

#### 附属機関
- 図書館

### 研究
- を参照。

## 学生生活

### 部活動・クラブ活動・サークル活動
- 大阪キリスト教短期大学のクラブ活動
  - 体育系：卓球・水泳・舞踊・ソフトボール・テニス・体操・バレーボール・バスケットボール・バドミントンほか
  - 文化系：聖歌隊・ハンドベル・聖書研究・美術・陶芸・文芸・吹奏楽・ESS・社会福祉・スペイン語ほか

### 学園祭
- 大阪キリスト教短期大学の学園祭は毎年、概ね11月に行われる。

### スポーツ
- バスケットボール部・バレーボール部が特に盛んである。

## 大学関係者と組織

### 大学関係者一覧

#### 大学関係者
- 土山牧羔

## 施設

### キャンパス内
- 短大正門の付近には「私は道であり、真理であり、いのちなのです。ヨハネによる福音書14章6節」と記された御影石がある。
- 他に、北門・1号館・2号館・講堂・本館・国際交流室・体育館・学生食堂・8号館・クラブ棟・図書館（所蔵資料数は110,000冊以上）などがある。

### キャンパス外
- 岬町淡輪に「セミナーハウス」施設の付いた運動場があり、クラブやゼミナールの合宿として用いられる。

### 寮
- 大阪キリスト教短期大学には「神学生寮」があったが、現在はない。

## 対外関係

### 他大学との協定

#### アメリカ
- ロバーツ・ウェスレイアン大学（姉妹校提携）

### 関係校
- 教育テック大学院大学（埼玉県入間市）

### 関係機関
- OCC教育テック総合研究所
- 株式会社教育テック総研

## 社会との関わり
- 生涯学習プログラムが実施されている。
- 2018年 阿倍野区との包括協定が締結される。

## 卒業後の進路について

### 就職について
- 神学科
- I部：日本フリーメソジスト教団教会牧師ほか宗教に携わる人が多いものとなっている。
- II部：I部と同様の職業に携わる人が大半だとみられる。
- 児童教育学科
  - 幼児教育専攻
    - I部&幼児教育学科：私立保育所への就職者が最も多いのが特徴で、それに次いで私立幼稚園が多いものとなっている。
    - II部：I部と同様に幼稚園や保育園・児童福祉施設への就職者が多かったものとみられる。

  - 初等教育専攻
    - I部：幼稚園や小学校への教員に就く人が多かったものとみられる。
    - II部：I部と同様の職に就く人が少なからずいたとみられる。
- 国際教養学科：全体的には一般企業への就職者が多いのが特徴である。一例として、日本生命保険・三井住友銀行・国民生活金融公庫・南都銀行・泉州銀行・大阪信用金庫・関西アーバン銀行・大阪商工信用金庫・大和証券・コスモ証券・川本産業・ジェイティービー・オンワード樫山・キッコーマン・フルタ製菓・ミキハウス・ナルミヤインターナショナル・都ホテル・三菱ふそうトラック・バス・キッコーマン・近鉄百貨店などがあった。ほか、国際教育コースでは私立幼稚園への就職者が特に多く、幼児教育学科とほぼ同様の幼稚園に就職している。また、海外の幼稚園への就職者もいた。

### 編入学・進学実績
- 神学科
- I部：卒業生の大半は大学3・4年課程に当たる大阪キリスト教短期大学神学専攻科に進学する。ほか、同志社大学をはじめ神学系の大学への編入者もいた。
- II部：
- 児童教育学科
  - 幼児教育専攻
    - I部&幼児教育学科：四天王寺大学・大阪音楽大学・聖徳大学・健康科学大学・皇學館大学・種智院大学・追手門学院大学・大阪大谷大学・大阪樟蔭女子大学・大阪人間科学大学・関西福祉科学大学・神戸親和女子大学・聖和大学・吉備国際大学ほか
    - II部：

  - 初等教育専攻
    - I部：
    - II部：
- 国際教養学科：

## 附属学校
- 大阪キリスト教短期大学附属グレース幼稚園
- 大阪キリスト教短期大学附属聖愛幼稚園